# Pavle Dešpalj
Pavle Dešpalj (Blato na Korčuli, 18. lipnja 1934. – Zagreb, 16. prosinca 2021.), hrvatski dirigent, skladatelj i akademik. 

## Životopis
Studij kompozicije završio je 1960. u razredu Stjepana Šuleka na Muzičkoj akademiji u Zagrebu. Od 1962. do 1967. bio je šef-dirigent Simfonijskog orkestra Radiotelevizije Zagreb, a od 1963. i Komornog orkestra RTZ-a te gost dirigent Zagrebačke filharmonije. Suosnivač je zadarskih Glazbenih večeri u sv. Donatu 1960. godine, a 1966. osnovao je Beogradski kamerni ansambl. Od 1967. godine djeluje u SAD-u, 1970. izabran je za glazbenog ravnatelja i dirigenta Simfonijskog orkestra u Orlandu. Od 1980. do 1985. djeluje kao šef-dirigent Zagrebačke filharmonije te od 1987. kao profesor dirigiranja na Muzičkoj akademiji u Zagrebu. Bio je i glazbeni ravnatelj Dubrovačkog festivala, a od 1988. član HAZU. Od listopada 2014. počasni je šef-dirigent Zagrebačke filharmonije. Preminuo je 16. prosinca 2021. godine u 87. godini. 
Najpoznatija djela:
- Varijacije za komorni orkestar (1957.)
- Koncert za violinu i orkestar (1959.)
- Koncert za altsaksofon i gudače (1963.)
- Koncert za violončelo i gudače (2001.)

## Nagrade i priznanja
- 1965. – Nagrada Grada Zagreba za izvedbu Ratnog rekvijema Benjamina Brittena (prva izvedba u Hrvatskoj)
- 1978. – nagrada Savjeta Srednje Floride za znanost i umjetnost za izvanredna umjetnička postignuća
- 1980. – Nagrada Milka Trnina za osobita umjetnička postignuća u koncertnoj sezoni 1979/80.
- 1989. – Nagrada Josip Štolcer Slavenski za izvedbu djela domaćih skladatelja
- 1992. – Nagrada Vladimir Nazor (godišnja nagrada za 1991. godinu)
- 1993. – Nagrada Orlando za koncert na Dubrovačkim ljetnim igrama
- 1994. – priznanje Ministrastva kulture RH za izvedbu 8. simfonije Gustava Mahlera (prva izvedba u Hrvatskoj)
- 1996. – odličje Reda Danice hrvatske s likom Marka Marulića
- 1997. – diskografska nagrada Porin za izvedbu 8. simfonije Gustava Mahlera
- 1999. – Nagrada Ivan Lukačić za izvedbu Prijenosa sv. Dujma Julija Bajamontija
- 2002. – diskografska nagrada Porin za skladbu Čežnja
- 2003. – nagrada Ministarstva kulture RH (za 2002.) za Koncert za violončelo i gudače
- 2004. – priznanje Zlatno zvono HDGU povodom 75. rođendana
- 2005. – Nagrada Vladimir Nazor za životno djelo
- 2005. – Nagrada Judita za izvedbu Prijenosa sv. Dujma Julija Bajamontija
- 2005. – diskografska nagrada Porin za Koncert za violončelo i gudače
- 2005. – diskografska nagrada Porin za izvedbu Koncerta za violončelo i gudače
- 2006. – nagrada Grada Zadra za životno djelo
- 2009. – diskografska nagrada Porin za najbolji album klasične glazbe (»Boris Papandopulo«)
- 2010. – nagrada Porin za životno djelo
- 2012. – Nagrada Lovro pl. Matačić za životno djelo
- 2014. – Povelja Zagrebačke filharmonije za iznimna dostignuća i izvrsnost (titula počasnoga šefa-dirigenta)[3]

## Vanjske poveznice
- HAZU - Pavle Dešpalj (životopis)
- Hrvatsko društvo skladatelja - Pavle Dešpalj (životopis)
- Zagrebačka filharmonija / Počasni šef dirigent: Pavle Dešpalj  Arhivirana inačica izvorne stranice od 8. siječnja 2015. (Wayback Machine) (životopis)
- matica.hr Miljenko Jelača: »Borba predstoji mladima« (razgovor s Pavlom Dešpaljem)  Arhivirana inačica izvorne stranice od 7. travnja 2010. (Wayback Machine)
- nacional.hr – Dean Sinovčić: »Pavle Dešpalj - majstorovih 50 godina u zadarskom Donatu«  Arhivirana inačica izvorne stranice od 7. listopada 2010. (Wayback Machine)